# Cyrus C. Carpenter
Cyrus Clay Carpenter, född 24 november 1829 i Susquehanna County, Pennsylvania, död 29 maj 1898 i Fort Dodge, Iowa, var en amerikansk republikansk politiker. Han var Iowas guvernör 1872–1876 och ledamot av USA:s representanthus 1879–1883.
Carpenter flyttade 1854 till Iowa och arbetade där först som lärare och sedan som lantmätare. Han studerade juridik men arbetade aldrig som advokat. Han tjänstgjorde som överstelöjtnant i nordstaternas armé i amerikanska inbördeskriget.
Carpenter efterträdde 1872 Samuel Merrill som Iowas guvernör och efterträddes 1876 av Samuel J. Kirkwood. År 1879 efterträdde han S. Addison Oliver som kongressledamot och efterträddes fyra år senare av William Henry Mills Pusey. Han avled 1898 och gravsattes på Oakland Cemetery i Fort Dodge.